# 우리사주제도
우리사주제도(우리社株制度)는 근로자가 자신이 근무하는 회사의 주식을 취득·보유할 수 있도록 회사 또는 정부가 정책적으로 지원하는 제도로 공식 명칭은 '우리회사주식소유제도'이며 미국의 ESOP(Employee Stock Ownership Plan, 종업원지주제도)과 유사하다.

## 역사
한국에서는 1968년 「자본시장육성에 관한 법률」에 의한 우선배정제도로 처음 도입되었으며, 2001년 우리사주제도의 일반적 근거가 되는 「근로자복지기본법」이 제정되면서 사업주 등의 무상출연을 통한 우리사주 취득 등 취득기회가 확대되었다.

## 상장
코스피 상장시 우리사주조합에 총 공모주식의 20%를 우선배정하며 미청약 잔여주식이 발생하는 경우 그 사유 등을 감안하여 최대 공모주식의 5%까지 잔여주식을 일반청약자에게 배정할 수 있다. 코스닥 상장의 경우 적용되지 않는다.

## 특징
근로자의 경제적·사회적 지위 향상과 노사 협력 증진을 목적으로 한다. 통상 상장이나 유상증자 등 구체적 기회에 일부 주식을 근로자에게 우선 배정하며 일정 기간 동안 주식을 보호(매도 제한)하는 등 법적 요건도 존재한다. 우리사주조합이라는 단체를 통해 주식을 관리하며, 2023년 기준 한국 약 3,700여 개 기업이 이 제도를 도입하고 있다.
취득 후 주식은 한국증권금융에 일정 기간(일반 1년, 무상출연 시 4~8년) 예탁해며  예탁 기간 후, 또는 퇴직·사망 시 인출 가능하다.
| 종목명             | 인당 평균 배정금액 | 청약률 | 인당 평균 참여금액 |
| ------------------ | ------------------ | ------ | ------------------ |
| 대한조선           | 1.72억             | 3%     | 0.0564억           |
| 서울보증보험       | 0.25억             | 72%    | 0.18억             |
| LG CNS             | 0.35억             | 82%    | 0.28억             |
| 산일전기           | 1.9억              | 43%    | 0.8억              |
| HD현대마린솔루션   | 2.7억              | 93%    | 2.5억              |
| 에코프로머티리얼즈 | 1.5억              | 100%   | 1.5억              |
| 두산로보틱스       | 4억                | 49%    | 2억                |
| LG에너지솔루션     | 2.8억              | 96%    | 2.7억              |

## 같이 보기
- 스톡옵션(Stock Option)